# Ametista do Sul
Ametista do Sul là một đô thị thuộc bang Rio Grande do Sul, Brasil. Đô thị này có diện tích 93,49 km², dân số năm 2007 là 8058 người, mật độ 86,19 người/km².